# Tombe de la Mule

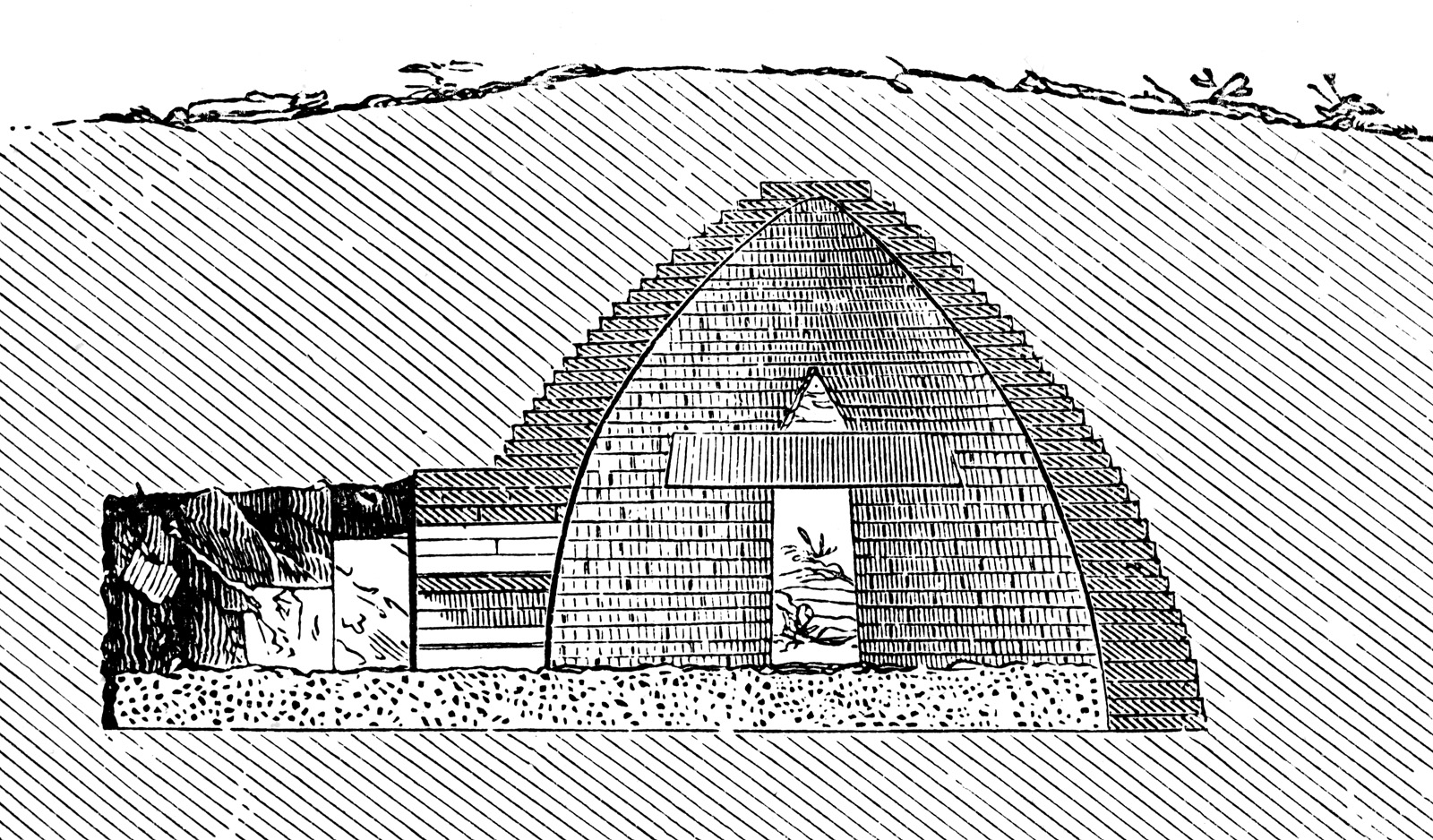
Section d'une tombe à tholos

La tombe de la Mule (en italien, tomba della Mula) est une tombe étrusque datant du VIIe siècle av. J.-C., située au no 2 via della Mula, à Sesto Fiorentino, dans la province de Florence, en Toscane (Italie).

## Historique
Le nom de la tombe provient d'une ancienne légende toscane qui rapporte le fait que dans la campagne florentine était enterrée une mule en or brut (les trésors étrusques et romains étaient découverts souvent fortuitement dans le sol).
La tombe de la Mule est connue depuis le XVe siècle, quand elle a été incorporée à la Villa Garbi Pecchioli en tant que cave à vin, en modifiant son pavement et en démolissant une partie du dromos

## Description
La tombe de la Mule est une tombe à tholos (a volta, c'est-à-dire à fausse coupole) datant du VIIe siècle av. J.-C. Elle mesure environ 9 m de diamètre. Elle est en excellent état de conservation.
Contrairement à la tombe voisine (tomba della Montagnola), elle ne comporte pas de pilier omphalos, mais les parois se courbent depuis le sol en se fermant sur le sommet. La technique du tholos était connue dans toute la zone méditerranéenne orientale, comme en témoigne le célèbre exemple du trésor d'Atrée, près de Mycènes, en Grèce. 
Bien que n'atteignant pas les dimensions des tombes grecques, elle représente une des plus grandes tombes a volta préromaines connues dans la zone italique. 

## Alentours
Dans ses environs se trouve le parc de Villa Solaria où, en 1820, a été retrouvée une autre tombe qui a été démolie depuis afin d'en réutiliser les pierres.